# Open Gaz de France 2007
L'Open Gaz de France 2007 è stato un torneo di tennis giocato sul cemento indoor. È stata la 15ª edizione dell'Open Gaz de France, che fa parte della categoria Tier II nell'ambito del WTA Tour 2007.Si è giocato a Parigi in Francia dal 5 all'11 febbraio 2007.

## Campionesse

### Singolare
Nadia Petrova ha battuto in finale  Lucie Šafářová con il punteggio di 4–6, 6–1, 6–4

### Doppio
Cara Black /  Liezel Huber hanno battuto in finale  Gabriela Navrátilová /  Vladimíra Uhlířová con il punteggio di 6–2, 6–0